# Petrești (okręg Jassy)
Petrești – wieś w Rumunii, w okręgu Jassy, w gminie Golăiești. W 2011 roku liczyła 311 mieszkańców.